# Byfjorden

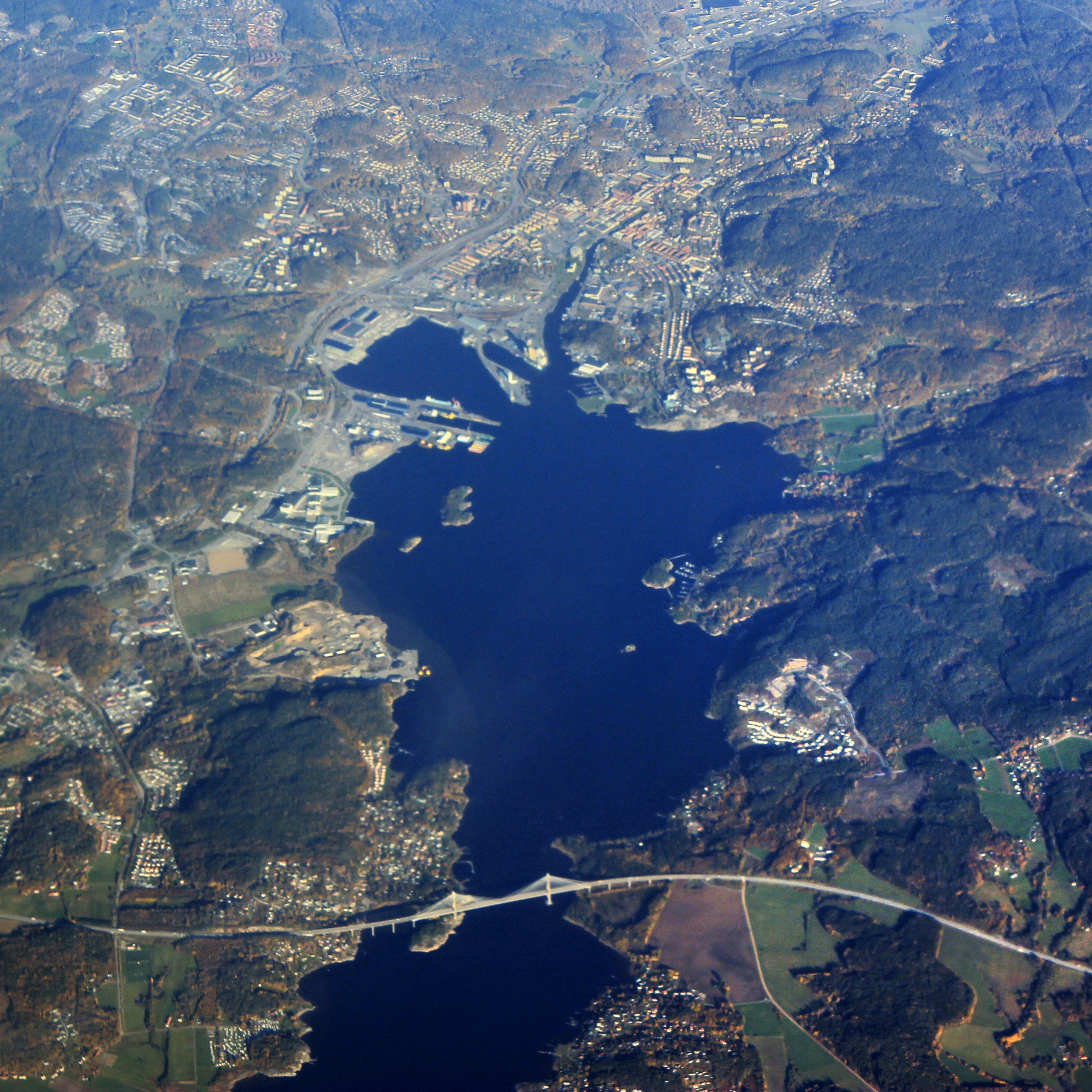
Byfjorden

Byfjorden är en fjord in till Uddevalla från Havstensfjorden och den skiljer till stor del de södra delarna av Uddevalla kommun från de norra och västra delarna. 
Längst in i fjorden mynnar Bäveån, som rinner genom Uddevalla. Uddevallabron går tvärs över fjorden sydväst om Uddevalla. I augusti och september 2004 fanns en ung näbbvalshane inne i Byfjorden. Valen som döptes till Valder hade förirrat sig in i Byfjorden och efter två veckor, utan att ha lyckats ta sig ut, dog valen.
Det finns också en Byfjorden i Hordaland fylke i Norge och en i Rogaland fylke, Norge.